# Good-Looking Intellectuals
The Good-Looking Intellectuals is een Haarlemse popgroep. De band maakt deel uit van de Irrational Library, een Haarlems kunstenaarscollectief, gecentreerd rond de in Haarlem wonende Amerikaan Joshua Baumgarten. De band begon in 1999 met het maken van lo-fi postrock en bracht in 2004 onder de naam 'Adriaan Alsema & the Good-Looking Intellectuals' de debuut-cd Sexybunnylove uit.
Na het uitbrengen van Sexybunnylove laste de band een rustperiode in. In 2006 kwam de groep weer bij elkaar om zich te storten op materiaal dat in de tussentijd was geschreven door verschillende leden. De bandnaam werd veranderd in The Good-Looking Intellectuals en de groep verruilde de postrock voor een mengeling van indiepop, hiphop, funk en Latijns-Amerikaanse stijlen.
Sinds begin 2007 publiceert de band nieuwe nummers op haar website.
Na het vertrek van Alsema naar Colombia in maart 2008 is de band zonder de voormalig voorman doorgegaan.

## Discografie
- Smecht 5 (compilatie-cd) (Irrational Library, 2003)
- Sexybunnylove (cd) (Irrational Library, 2004)
- Just a little bit too high (compilatie-cd) (Irrational Library, 2005)